# Carel Oberstadt
Carolus Detmar (Carel) Oberstadt (Tilburg, 23 juni 1871 - Den Haag, 17 oktober 1940) was een Nederlands componist en pianist.
Hij was zoon van ingenieur bij de spoorwegen Ferdinand Oberstadt en Maria Paxmann. Oberstadt was een van zes kinderen uit een muzikaal gezin, alle kinderen studeerden af aan het conservatorium. Max Oberstadt werd violist, Walter Oberstadt kortstondig cellist. Hijzelf was getrouwd met kunstenaar Anna Clara Kranenburg, die goede kennis had van Frans en de tekst zou leveren voor zijn (tijdelijke) succes Le Poilu. Hij was ridder in de Orde van Oranje Nassau. Hij werd begraven op Nieuw Eykenduynen. Zoon Ferdinand Maria Oberstadt werd ingenieur en huwde Anna Hester Witsen Elias, zuster van actrice Claudine Witsen Elias.
Reeds als jongeling kreeg hij muzieklessen van J.J. Krever in Tilburg. Wanneer Oberstadt bij Hubert-Ferdinand Kufferath in Brussel (Kufferath was er professor aan het conservatorium) logeert, hoort Clara Schumann hem spelen. Schumann nam hem mee om piano en compositie te studeren aan Dr. Hoch's Konservatorium in Frankfurt am Main, alwaar zij hem les gaf in piano. Andere docenten waren Iwan Knorr en Bernard Scholz. Er kwam een vervolgstudie aan de Königliche Akademische Hochschule für ausübende Tonkunst in Berlijn bij Woldemar Bargiel en Ernst Rudorf. Oberstadt vestigde zich enige tijd in Bremen, maar was in 1894 Nederland toen hij pianolessen begon te geven aan de Koninklijke Muziekschool in Den Haag; een functie die hij in 1937 neerlegde, al keerde hij in 1939 kortstondig terug tijdens de mobilisatie in verband met de Tweede Wereldoorlog.
Als pianist gaf hij concerten in Nederland, België en Duitsland. Carel Oberstadt soleerde eenmaal bij het Concertgebouworkest. Richard Hol leidde op 16 maart 1898 solist en orkest door het vierde pianoconcert van Anton Rubinstein.
Zijn oeuvre, vrijwel alles alleen in manuscript, bestaat voor een belangrijk deel uit kamermuziek. Echter enkele werken wisten een officiële muziekuitgeverij te vinden, zo werd zijn Cellosonate bij Breitkopf & Härtel. Hij schreef ook werken voor symfonieorkest, waaronder symfonieën, een celloconcert in d-mineur en het orkestwerk Dolce far niente, dat pas in 2006 in de Utrechtse Geertekerk in wereldpremière ging.
Carel Oberstadt speelde in het "Hollandsch Kwintet" samen met Henri Hack (eerste viool), Jac vd Burg (tweede viool), Frans Vink (altviool) en Charles van Isterdael (violoncel). De leden van dit pianokwintet traden ook op in andere samenstelling en heetten dan "Haagsch Toonkunst Kwartet", "Haagsch Trio" of "Haagsch Kwartet".  Het maakte concertreizen door Spanje en Portugal.
Het persoonlijk archief van Carl Detmar Oberstadt is terug te vinden in het Nederlands Muziek Instituut.
- Gemeinsame Normdatei: 1017927235
- International Standard Name Identifier: 0000 0003 8765 4762
- Nederlandse Thesaurus van Auteursnamen: 142135275
- Istituto Centrale per il Catalogo Unico: CUBV120543
- Virtual International Authority File: 280619301
- WorldCat: E39PBJhX76gHQtpwHgdmvr7fv3